# 정아름
정아름(1981년 3월 24일 ~ )은 대한민국 미스코리아 출신 피트니스 트레이너로 2001년 미스코리아 서울 선, 미스코리아 본선대회에서 미스 무크를 수상하며 미디어활동을 시작하였다. 곧이어 골프채널 개국시기에 프로그램을 시작하여 골프관련 방송을 위주로 활동하다가 2010년부터 본격적으로 건강, 몸, 운동관련 프로그램들을 병행하며 역대급 많은 활동을 오랜 기간 이어나갔다. 최초의 골프와 스포츠 엔터테이너, 방송과 광고 등 메이저 활동과 대중적 인기를 누린 최초의 여성 스타트레이너이다. 5년 전 여성들을 위한 독자적인 운동프로그램인 W2 웨잇투를 런칭하여 국내외에서 오프라인 클래스 및 행사, 특강 등을 진행하고 있다. 

## 수상 경력
1995년 주니어 세계작문콩쿨 한국대표 대상 수상
2001년 미스 서울 선 / 2001년 미스코리아 무크(엘칸토) 본선수상
2014년 머슬마니아 피트니스부문1위 비키니부문 4위 
2004년 조선일보 우람문학상 수필부문 대상 수상

## 학력
- 개원중학교
- 경기여자고등학교
- 용인대학교 골프학과

## 출연작

### TV 프로그램
- 2001년 KBS 스포츠 《골프 다이제스트》 / 2001년 SBS골프 도전스코어만들기

2009년 - 2012년 SBS골프 고교동창골프최강전 메인MC
- 2011년 MBC뉴스 1분피트니스 [XTM]] 《절대 남자》 / SBS 스타킹 / CJ 스토리온 다이어트프로그램 / top기억 코리아 / 공중파 채널 및 기타 케이블채널 게스트/ 패널/ 인터뷰 다수
- 2014년 KBS개그콘서트 TVN SNL코리아 TVN 강용석의 순결한19 / 썰전 SBS동상이몽  / ONSTYLE 겟잇뷰티 / SBS 좋은아침 외 다수
- 2015년 SBS 《[[스타킹 (2015년 텔레비전 프로그램)|스타킹] 5회

이상 고정출연
SBS좋은아침 ONSTYLE 더바디쇼2 / KBS2 《[[출발드림팀 시즌 2 /  [[온스타일|OnStyle] 《더 바디쇼 2》 SBS좋은아침 MBN엄지의제왕 외 다수
- 2016년 KBS2 《머슬퀸 프로젝트》 / ONSTYLE 더바디쇼3 / KBS2 출발드림팀  / SBS좋은아침 외 다수
- 2017 MTV / 인도네시아 공영방송 출연
- 2022 KBS2 스포츠골든벨 / ENA 리더의 연애

### 광고
- 2002년 SK네이트
- 2009년 르꼬끄 골프 / 삼성 갤럭시탭
- 2014년 그렉노먼 골프웨어
- 2015년 -2016년 광동제약 / 안티푸라민 / 이마트 데이즈
- 2022~ 프로틴초코볼 / 스파이더코리아 엠버서더

## 경력
- 2007년 한국작가동인회원
- 2007년 한국문인협회회원
- 2009년- 2015 골프다이제스트 객원에디터
- 2009- 골프다이제스트 코스평가위원
- 2017 국제피트니스브랜드어워드 심사위원
- 2018~ 클럽케이서울 피트니스디렉터 / 웨잇투 크리에이티브 디렉터 + 대표

## 수상
- 1995년 일본환경청주관 세계작문콩쿠르 특별상
- 2001년 미스코리아 서울 선
- 2001년 제45회 미스코리아 선발대회 미스 무크
- 2004년 한국작가 수필부문 신인상
- 2011년 머슬마니아 피트니스부문 1위

## 같이 보기
- 송다은
- 레이 양
- 유승옥